# Diecezja Hải Phòng
Diecezja Hải Phòng – diecezja rzymskokatolicka w Wietnamie. Powstała w 1679 jako wikariat apostolski Wschodniego Tonkinu. Przemianowana na wikariat Hải Phòng w 1924. Diecezja od 1960.

## Lista biskupów
- François Deydier,† (1679–1693)
- Raimondo Lezzoli, † (1696–1706)
- Juan Santa Cruz, O.P. † (1716–1721)
- Tommaso Bottaro, O.P. † (1721–1737)
- Hilario Costa, † (1737–1740)
- Santiago Hernández, O.P. † (1757–1777)
- Manuel Obellar, O.P. † (1778–1789)
- św. Ignacio Clemente Delgado Cebrián, O.P. † (1799–1838)
- św. Jerónimo Hermosilla, O.P. † (1839–1861)
- Hilarión Alcáraz, O.P. † (1861–1870)
- Antonio Colomer, O.P. † (1871–1902)
- José Terrés, O.P. † (1883–1906)
- Antonio Colomer, O.P. † (1883–1902)
- Nicasio Arellano, O.P. † (1906–1919)
- Francisco Ruiz de Azúa Ortiz de Zárate, O.P. † (1919–1929)
- Alejandro García Fontcuberta, O.P. † (1930–1933)
- Francisco Gomez de Santiago, O.P. † (1933–1952)
- Joseph Trương Cao Đại, O.P. † (1953–1960)
- Pierre Khuất Văn Tạo † (1955–1977)
- Joseph Nguyễn Tùng Cương † (1979–1999)
- Joseph Vũ Văn Thiên, (2002–2018)
- Vincent Nguyễn Văn Bản (od 2022)